# Series complementarias
El término series complementarias fue creado por el médico neurólogo austríaco y padre del psicoanálisis Sigmund Freud para explicar la etiología de la neurosis y superar la alternativa que obligaría a elegir entre factores exógenos (representado por la frustración) o endógenos (representado por la fijación): estos factores son, en realidad, complementarios, pudiendo cada uno de ellos ser tanto más débil cuanto más fuerte es el otro, de tal forma que el conjunto de los casos puede ser ordenado dentro de una escala en la que los dos tipos de factores varían en sentido inverso, sólo en los dos extremos de la serie se encontraría un solo factor.